# Royals & Kings
Royals & Kings (englisch für „Angehörige der königlichen Familie und Könige“) ist ein Lied des deutschen Elektropop-Duos Glasperlenspiel, in Kooperation mit dem ebenfalls aus Deutschland stammenden Rapper Summer Cem. Das Stück ist die erste Singleauskopplung aus ihrem vierten Studioalbum Licht & Schatten.

## Entstehung und Artwork
Geschrieben wurde das Lied gemeinsam von Markus Gorecki (Gorex), Daniel Grunenberg, Katharina Löwel (Kitty Kat), Carolin Niemczyk, Peter Stanowsky, Cem Toraman (Summer Cem) und Marcel Uhde (Juh-Dee). Abgemischt und produziert wurde die Single von Pascal Reinhardt (Kalli). Das Mastering erfolgte unter der Leitung von Lex Barkey. Royals & Kings wurde unter dem Musiklabel Polydor veröffentlicht, in seinen verschiedenen Versionen durch B612 Publishing, Bodensee Songs, Budde Music sowie Koepenick Songs verlegt und durch Universal Music Publishing vertrieben.
Auf dem Cover der Single sind – neben Künstlernamen und Liedtitel – die Oberkörper der beiden Glasperlenspiel-Mitglieder, nebeneinanderstehend vor einem weißen Hintergrund, zu sehen. Auf der linken Seite steht Niemczyk, die eine weiße Bluse trägt und deren Blick nach vorne in Richtung des Betrachters gerichtet ist. Auf der rechten Seite steht Grunenberg, der ein weißes Hemd trägt und dessen Blick nach links gerichtet ist. Das Coverbild ist ein Ausschnitt einer vorherigen Aufnahme und entstammt ursprünglich aus einem Pressefoto, welches von Arton Sefa geschossen wurde.

## Veröffentlichung und Promotion
Die Erstveröffentlichung von Royals & Kings erfolgte als Einzeldownload am 2. März 2018. Drei Wochen später erschien eine von Calyre getätigte Remixversion als Einzeldownload am 23. März 2018. Beide Versionen sind auf der „Deluxe Version“ von Glasperlenspiels viertem Studioalbum Licht & Schatten zu finden. Darüber hinaus erschien auf dem Album auch eine Radioversion („Radio Edit“) von Royals & Kings, die einige Sekunden kürzer ist und in der Summer Cem nicht beteiligt ist.
Um das Lied und sich selbst zu bewerben, erfolgten unter anderem Liveauftritte bei ZDF-Fernsehgarten on Tour, im ZDF-Morgenmagazin sowie im ZDF-Fernsehgarten. Darüber hinaus verwendet der deutsche Musikfernsehsender VIVA das Stück seit April 2018 als Werbe- und Programmtrenner. Somit ist das Stück zu Beginn und Ende diverser Werbeunterbrechungen zu hören.

## Inhalt
| „Ich feier’ uns so, wie wir sind. Wir sind keine Royals oder Kings. Doch dafür sind wir frei, wir sind niemals allein. Wer braucht ’n Rolls-Royce oder ’n Schloss von Versailles? Wir sind so, wie wir sind. Wir sind keine Royals oder Kings. Unsre Omas nicht Queen, müssen Konten überzieh’n. Doch ich find’, alles stimmt, ganz genau so, wie wir sind.“ – Refrain, Originalauszug | Der Liedtext zu Royals & Kings ist mit Ausnahme des Titels sowie der Wörter „Queen“ (englisch für ‚Königin‘), „Business“ (englisch für ‚Geschäft‘) und „Million-Dollar-Smile“ (englisch für ‚Million-Dollar-Lächeln‘) in deutscher Sprache verfasst. Komponiert wurde das Stück gemeinsam von Markus Gorecki, Daniel Grunenberg, Katharina Löwel (Kitty Kat), Carolin Niemczyk, Peter Stanowsky, Cem Toraman (Summer Cem) und Marcel Uhde (Juh-Dee). Mit Ausnahme von Uhde waren auch alle Komponisten als Liedtexter tätig. Musikalisch bewegt sich das Lied im Bereich der elektronischen Popmusik und des Raps. Das Tempo beträgt 140 Beats per minute. Das Lied beginnt mit der ersten Strophe, deren Hauptgesang von Grunenberg stammt. Auf die Strophe folgt der Refrain, der von Niemczyk gesungen wird. Der gleiche Vorgang wiederholt sich mit der zweiten Strophe. Nach dem zweiten Refrain folgt die dritte Strophe, die von Summer Cem unter Auto-Tune-Verwendung gerappt wird. Danach bildet ein dritter Refrain den Abschluss des Leides. Während der Solo- beziehungsweise Radioversion ohne Cem entfällt die dritte Strophe, stattdessen wiederholt sich der Refrain nach der zweiten Strophe. Inhaltlich stelle das Lied eine Hymne auf das Wesentliche im Leben dar, eine Hymne die die einfachen Dinge im Leben wertschätzt. Dass Wichtigste im Leben sei bei Weitem nicht der Luxus. „Royals & Kings“ bräuchten keine pompösen Schlösser, dicke Limousinen und glitzerndes Bling-Bling, sondern feiern lieber die Schönheit der einfachen Dinge. Denn gerade diese immateriellen Dinge seien oftmals die wertvollsten – Freundschaft, Freiheit, Liebe, Glück und Zufriedenheit. So beschrieb Universal Music das Stück. In einem Interview mit der Abendzeitung beschrieb Carolin Niemczyk Royals & Kings mit folgenden Worten: „Bei Royals & Kings steht der Gedanke im Vordergrund, dass viele Menschen das Gefühl haben, immer noch mehr besitzen zu müssen. Wenn man sich aber auf das Wesentliche besinnt, kommt es letztendlich nur darauf an, dass man glücklich ist, dass man Menschen hat die man liebt und dass man sich seine Träume erfüllen kann.“ |

## Musikvideo
Zu Royals & Kings wurden zwei verschiedene Musikvideos veröffentlicht. Zunächst feierte am 8. März 2018 ein Lyrikvideo auf der Videoplattform YouTube seine Premiere. In diesem wird der komplette Liedtext, wie man es aus typischen Lyrik-Videos kennt, im Vordergrund eingeblendet. Im Hintergrund sind verschiedene Fotografien, Karikaturen und Visualisierungen zu sehen. Die Gesamtlänge des Videos beträgt 3:35 Minuten.
Das offizielle Musikvideo feierte seine Premiere am 13. April 2018 auf YouTube. Gedreht wurde es in einem heruntergekommenen Ballsaal, in dem Glasperlenspiel 2010 ihr erstes Fotoshooting hatten. Das Video lässt sich in zwei Abschnitte unterteilen, die immer im Wechsel zu sehen sind. Zum einen sind verschiedene Paare – Geschlechter übergreifend – zu sehen, die sich an verschiedenen Orten, zu unterschiedlichen Zeitpunkten beziehungsweise bei unterschiedlichen Gelegenheiten küssen. Zum anderen zeigt es die beiden Glasperlenspiel-Mitglieder die überwiegend alleine für sich das Lied im Ballsaal singen. Am Ende des Liedes treffen die beiden aufeinander und küssen sich ebenfalls. Summer Cem taucht im Musikvideo nicht auf. Die Idee zu einem „Kussvideo“ kam dadurch, dass ein Kuss die ehrlichste Situation sei, die man bekommen könne. Der Moment sei sehr emotional und das sei genau das, was sie mit dem Lied sagen wollen. Die Gesamtlänge des Videos beträgt 3:38 Minuten. Regie führte Gregor Erler. Bis Februar 2025 zählten beide Musikvideos über 8,8 Millionen Aufrufe bei YouTube.

## Mitwirkende
| Liedproduktion - Lex Barkey: Mastering - Markus Gorecki (Gorex): Komponist, Liedtexter - Daniel Grunenberg: Gesang, Komponist, Liedtexter - Katharina Löwel (Kitty Kat): Komponist, Liedtexter - Carolin Niemczyk: Gesang, Komponist, Liedtexter - Pascal Reinhardt (Kalli): Abmischung, Musikproduzent - Peter Stanowsky: Komponist, Liedtexter - Cem Toraman (Summer Cem): Komponist, Liedtexter, Rap - Marcel Uhde (Juh-Dee): Komponist Artwork - Arton Sefa: Fotograf (Cover) Unternehmen - B612 Publishing: Musikverlag - Bodensee Songs: Musikverlag - Budde Music: Musikverlag - Koepenick Songs: Musikverlag - Molly Aida Film: Filmproduzent (Musikvideo) - Polydor: Musiklabel - Universal Music Publishing: Vertrieb | Musikvideo - Jonathan Baneteau: Oberbeleuchter - Jana Bolze: Regieassistent - Cecilia Bourgueil: Maskenbildner, Styling - Fabian Martin Diering: Filmproduzent - Erik Dornblut: Filmeditor - Gregor Erler: Regisseur - Johannes Hilser: Colorist - Jolina Marie Ledl: Schauspieler - Serena-Rose Lester: Ausstattungsassistenz - Sampo Lüttge: Beleuchter - Maria Bethania Medina: Requisiteur - Julian Moser: Kameraassistent - Sebastiano Ragusa: Kostümbildner - Christian Schimitzek: Schauspieler - Maximilian Schimitzek: Schauspieler - Carina Spoon: Schauspieler - Tibo Tibackx: Schauspieler - Ben Wolf: Kameramann - Veronica Wüst: Szenenbild |

## Rezensionen
Das deutschsprachige Online-Magazin laut.de beschrieb Royals & Kings als „Fremdscham-Feature“. Bis zu Summer Cems Rapteil klinge das Lied wie ein „uninteressanter Popsong“ mit gewöhnlicher „Mitsing-Hook“. Der Gladbacher steige gegen Ende ein und belaste das Stück mit einem Auto-Tune überladenen “Trap”-Part, in dem er einfachste Reime benutze. Des Weiteren beschrieb das Online-Magazin die Bilder des Lyrik-Videos als genauso kitschig wie der Text.
Kevin Holtmann vom deutschen E-Zine Plattentests.de bewertete das Album mit lediglich drei von zehn Punkten. Er kommt bei seiner Rezension zum Entschluss, dass Royals & Kings seine positiven Momente habe, auch wenn Grunenbergs Stimme stets auf „irritierende Weise“ an Marteria erinnere. Was ebenfalls auf dem Album negativ auffalle, seien die vielen Produktplatzierungen die die Stücke durchziehen. Man fühle sich beinahe wie gefangen in einer Dauerwerbesendung. In Royals & Kings kommen untern anderem die Marken Rolls-Royce und Spotify vor.

## Chartplatzierungen
Royals & Kings verfehlte zunächst einen Charteinstieg bei seiner Erstveröffentlichung. In Deutschland platzierte sich die Single zunächst in den Single-Trend-Charts. Insgesamt hielt sich die Single ab 9. März 2018 dort sieben Wochen auf, ehe am 27. April 2018 der Sprung in die deutschen Singlecharts gelang. Die Single erreichte in Deutschland Position 70 der Charts und konnte sich insgesamt fünf Wochen in den Charts halten. Das Stück konnte sich ebenfalls in den deutschen Downloadcharts platzieren, wobei die Single mit Position 18 seine höchste Chartnotierung erreichte. In Österreich und in der Schweiz verfehlte die Single die offiziellen Singlecharts.
Glasperlenspiel erreichte mit Royals & Kings zum achten Mal die deutschen Singlecharts, als Autoren erreichen Grunenberg und Niemczyk hiermit zum neunten Mal die Charts. Cem erreichte in seiner Autorentätigkeit zum 23. Mal die deutschen Singlecharts sowie zum 22. Mal als Interpret. Für Uhde ist es in seiner Autoren- und Produzententätigkeit der 29. Charterfolg in Deutschland. Gorecki und Löwel erreichten zum sechsten Mal die deutschen Singlecharts als Autoren sowie Reinhardt als Autor oder Produzent. Für Stanowsky stellt Royals & Kings nach Geiles Leben der zweite Charterfolg seiner Karriere dar.